# Cizia Zykë
Cizia Zykë (nombre de nacimiento, Jean-Charles Zykë; c. 1949-Burdeos, 27 de septiembre de 2011) fue un escritor y aventurero francés nacido en Marruecos. Escribió numerosos libros de sus exploraciones en los rincones más peligrosos del planeta.

## Biografía
Padres de un exlegionario de orgine albano y de madre griega, creció en la zona de Taroudannt hasta que Marruecos consiguió la independencia en 1956 cuando tuvo que marchar a Burdeos. Sus años más jóvenes estuvieron maecador por la rebeldía y la violencia y fue arrestado en un par de ocasiones. Cuando tenía 17 años, dejó Francia pero no pudo obtener el pasaporte para alistarse a la Legión Extranjera Francesa para luchar en la Guerra de los Seis Días. A los tres meses, justo antes de dejar Francia, su unidad fue disuleta.
En 1967, finalmente abandonó Francia y viajó con familiares lejanos en Argentina. Durante los siguientes tres años, ganó dinero en el comercia del arte precolombino y el juego. Trabajó en otros trabajos como propuietario de un night club en Buenos Aires, escultor e interiorista en Ecuador, contrabandista y arqueólogo en Argentina.
De Sudamérica, viajó a los Estados Unidos, Hong Kong y Bangkok. En 1971, llegó a Toronto, y se buscaba la manera de hacer dinero (juegos clandestinos, extorsión, etc.), que en un momento lo llevaron a ser severamente golpeado por una pandilla rival de extorsionadores profesionales. Como su vida estaba en peligro en Toronto, viajó a nuevas aventuras peligrosas. Primero fue al Norte de África, donde fue arrestado en Bamako, Mali, por su trabajo de traficante de coches. Posteriormente, después de la muerte de su hijo de un año, viajó a Costa Rica, donde encontró una mica de oro.
Su primer libro publicado, Oro, con el que ganó fama internacional, narra sus aventuras en la búsqueda del oro en Costa Rica. Después esvribió Sahara, donde describe sus aventuras en África, y Parodie, en la que explica su vida en Toronto. Después, empezó a escribir libros de ficción.